# クローディン1
クローディン1（英: claudin-1）は、約23 kDa（キロダルトン）の膜タンパク質である。細胞膜を4回貫通しており、N末端とC末端は細胞質にある。C末端のチロシン-バリンを含む保存されたPDZ結合モチーフを介してタイトジャンクション裏打ちタンパク質のZO-1と結合する。

## 機能と疾患
クローディン1は、クローディンファミリーの一つでタイトジャンクションの主要構成成分である。特に、皮膚や肝臓に発現が多い。
クローディン1のノックアウトマウスは、皮膚のタイトジャンクションのバリア機能異常により生後1日以内に脱水で死亡する。
また、オクルディンとともにC型肝炎ウイルスの受容体として知られる。

## 発見の経緯
クローディン1は1998年に京都大学の月田承一郎らのグループによって報告された。